# 局所恒星間雲
局所恒星間雲（きょくしょこうせいかんうん、英語: Local Interstellar Cloud、LIC）は、現在太陽系が通過しつつある、直径約30光年の星間雲である。近隣宇宙星間雲、局所けば (Local Fluff) などとも呼ばれる。
太陽系は、4.4万から15万年前に局所恒星間雲に突入し、あと1万から2万年は滞在すると推測されている。この雲の温度は約 6,000 K であり、太陽の表面温度と同等である。この雲は薄く、1立方センチメートルあたり0.26個の原子を含み、銀河系の星間物質の約1/5、局所泡のガスの約2倍のガスからなる。ちなみに、標準状態での地球の大気は1立方センチメートルあたり2.7×1019個の分子を含んでいる。
雲は、局所泡とループ第一泡の接する場所に形成されている。太陽やいくつかの局所恒星は、局所恒星間雲に組み込まれている。太陽以外の著名な恒星に、ケンタウルス座α星、ベガ、アークトゥルス、フォーマルハウトがある。

## 関連書籍
- Mark Anderson, "Don't stop till you get to the Fluff", "New Scientist" no. 2585, 6 Jan, 2007, pp. 26-30